# Collegio di Torridge and West Devon
Torridge and West Devon è stato un collegio elettorale inglese situato nel Devon e rappresentato alla Camera dei comuni del parlamento del Regno Unito. Eleggeva un membro del parlamento con il sistema maggioritario a turno unico; il collegio è stato abolito in occasione della revisione periodica del 2024.

## Estensione
- 1983-1997: il distretto di Torridge e il borough di West Devon.
- 1997-2010: il distretto di Torridge e il borough di West Devon ad eccezione del ward di Buckland Monachorum.
- 2010-2024: il distretto di Torridge e i ward del Borough di West Devon di Bere Ferrers, Bridestowe, Buckland Monachorum, Burrator, Lydford, Mary Tavy, Milton Ford, Tamarside, Tavistock North, Tavistock South, Tavistock South West, Thrushel e Walkham.

Prima delle elezioni generali del 2010, il collegio comprendeva il distretto di Torridge e quasi tutto il distretto di West Devon. Con la redistribuzione dei collegi avvenuta in quell'anno, il numero dei collegi della contea crebbe da 11 a 12, e la città di Okehampton e alcuni piccoli insediamenti circostanti furono trasferiti al nuovo collegio di Central Devon.
Il collegio comprendeva l'ex collegio di borough di Bere Alston (abolito nel 1832, faceva parte di Bere Ferrers) e di Tavistock, abolito nel 1885.

## Membri del parlamento
| Elezione | Elezione       | Deputato          | Partito             |
| -------- | -------------- | ----------------- | ------------------- |
|          | 1983           | Peter McLay Mills | Conservatore        |
| 1987     | Emma Nicholson |                   | Conservatore        |
|          | Emma Nicholson | 1995              | Liberal Democratici |
| 1997     | John Burnett   |                   | Liberal Democratici |
|          | 2005           | Geoffrey Cox      | Conservatore        |
|          | 2024           | Collegio abolito  | Collegio abolito    |

## Elezioni

### Elezioni negli anni 2010
| Partito                    | Partito                                   | Candidato                  | Risultati 12 dicembre 2019 | Risultati 12 dicembre 2019 |
| Partito                    | Partito                                   | Candidato                  | Voti                       | %                          |
| -------------------------- | ----------------------------------------- | -------------------------- | -------------------------- | -------------------------- |
|                            | Conservatore                              | Geoffrey Cox               | 35 904                     | 60,11                      |
|                            | Lib Dem                                   | David Chalmers             | 10 912                     | 18,27                      |
|                            | Laburista                                 | Siobhan Strode             | 10 290                     | 17,23                      |
|                            | Verdi                                     | Chris Jordan               | 2 077                      | 3,48                       |
|                            | Indipendente                              | Bob Wootton                | 547                        | 0,92                       |
|                            |                                           |                            |                            |                            |
| Iscritti                   | Iscritti                                  | Iscritti                   | 80 403                     | 100,00                     |
| ↳ Votanti (% su iscritti)  | ↳ Votanti (% su iscritti)                 | ↳ Votanti (% su iscritti)  | 59 730                     | 74,29                      |
| ↳ Astenuti (% su iscritti) | ↳ Astenuti (% su iscritti)                | ↳ Astenuti (% su iscritti) | 20 673                     | 25,71                      |
|                            |                                           |                            |                            |                            |
|                            | Esito: collegio confermato a Conservatore |                            |                            |                            |

| Partito                    | Partito                                   | Candidato                  | Risultati 8 giugno 2017 | Risultati 8 giugno 2017 |
| Partito                    | Partito                                   | Candidato                  | Voti                    | %                       |
| -------------------------- | ----------------------------------------- | -------------------------- | ----------------------- | ----------------------- |
|                            | Conservatore                              | Geoffrey Cox               | 33 612                  | 56,51                   |
|                            | Laburista Co-Op                           | Vince Barry                | 12 926                  | 21,73                   |
|                            | Lib Dem                                   | David Chalmers             | 10 526                  | 17,70                   |
|                            | Verdi                                     | Chris Jordan               | 1 622                   | 2,73                    |
|                            | Indipendente                              | Robin Julian               | 794                     | 1,33                    |
|                            |                                           |                            |                         |                         |
| Iscritti                   | Iscritti                                  | Iscritti                   | 80 518                  | 100,00                  |
| ↳ Votanti (% su iscritti)  | ↳ Votanti (% su iscritti)                 | ↳ Votanti (% su iscritti)  | 59 616                  | 74,04                   |
| ↳ Astenuti (% su iscritti) | ↳ Astenuti (% su iscritti)                | ↳ Astenuti (% su iscritti) | 20 902                  | 25,96                   |
|                            |                                           |                            |                         |                         |
|                            | Esito: collegio confermato a Conservatore |                            |                         |                         |

| Partito                    | Partito                                         | Candidato                  | Risultati 7 maggio 2015 | Risultati 7 maggio 2015 |
| Partito                    | Partito                                         | Candidato                  | Voti                    | %                       |
| -------------------------- | ----------------------------------------------- | -------------------------- | ----------------------- | ----------------------- |
|                            | Conservatore                                    | Geoffrey Cox               | 28 774                  | 50,85                   |
|                            | UKIP                                            | Derek Sargent              | 10 371                  | 18,33                   |
|                            | Lib Dem                                         | Paula Dolphin              | 7 483                   | 13,22                   |
|                            | Laburista                                       | Mike Sparling              | 6 015                   | 10,63                   |
|                            | Verdi                                           | Cathrine Simmons           | 3 941                   | 6,96                    |
|                            |                                                 |                            |                         |                         |
| Iscritti                   | Iscritti                                        | Iscritti                   | 78 650                  | 100,00                  |
| ↳ Votanti (% su iscritti)  | ↳ Votanti (% su iscritti)                       | ↳ Votanti (% su iscritti)  | 56 786                  | 72,20                   |
| ↳ Astenuti (% su iscritti) | ↳ Astenuti (% su iscritti)                      | ↳ Astenuti (% su iscritti) | 21 864                  | 27,80                   |
|                            |                                                 |                            |                         |                         |
|                            | Esito: collegio passa da Lib Dem a Conservatore |                            |                         |                         |

| Partito                    | Partito                                   | Candidato                  | Risultati 6 maggio 2010 | Risultati 6 maggio 2010 |
| Partito                    | Partito                                   | Candidato                  | Voti                    | %                       |
| -------------------------- | ----------------------------------------- | -------------------------- | ----------------------- | ----------------------- |
|                            | Conservatore                              | Geoffrey Cox               | 25 230                  | 45,66                   |
|                            | Lib Dem                                   | Adam Symons                | 22 273                  | 40,31                   |
|                            | UKIP                                      | Robin Julian               | 3 021                   | 5,47                    |
|                            | Laburista                                 | Darren Jones               | 2 917                   | 5,28                    |
|                            | Verdi                                     | Cathrine Simmons           | 1 050                   | 1,90                    |
|                            | BNP                                       | Nick Baker                 | 766                     | 1,39                    |
|                            |                                           |                            |                         |                         |
| Iscritti                   | Iscritti                                  | Iscritti                   | 77 390                  | 100,00                  |
| ↳ Votanti (% su iscritti)  | ↳ Votanti (% su iscritti)                 | ↳ Votanti (% su iscritti)  | 55 257                  | 71,40                   |
| ↳ Astenuti (% su iscritti) | ↳ Astenuti (% su iscritti)                | ↳ Astenuti (% su iscritti) | 22 133                  | 28,60                   |
|                            |                                           |                            |                         |                         |
|                            | Esito: collegio confermato a Conservatore |                            |                         |                         |

### Elezioni negli anni 2000
| Partito                    | Partito                                         | Candidato                  | Risultati 5 maggio 2005 | Risultati 5 maggio 2005 |
| Partito                    | Partito                                         | Candidato                  | Voti                    | %                       |
| -------------------------- | ----------------------------------------------- | -------------------------- | ----------------------- | ----------------------- |
|                            | Conservatore                                    | Geoffrey Cox               | 25 013                  | 42,70                   |
|                            | Lib Dem                                         | David Walter               | 21 777                  | 37,17                   |
|                            | Laburista                                       | Rebecca Richards           | 6 001                   | 10,24                   |
|                            | UKIP                                            | Matthew Jackson            | 3 790                   | 6,47                    |
|                            | Verdi                                           | Peter Christie             | 2 003                   | 3,42                    |
|                            |                                                 |                            |                         |                         |
| Iscritti                   | Iscritti                                        | Iscritti                   | 83 452                  | 100,00                  |
| ↳ Votanti (% su iscritti)  | ↳ Votanti (% su iscritti)                       | ↳ Votanti (% su iscritti)  | 58 584                  | 70,20                   |
| ↳ Astenuti (% su iscritti) | ↳ Astenuti (% su iscritti)                      | ↳ Astenuti (% su iscritti) | 24 868                  | 29,80                   |
|                            |                                                 |                            |                         |                         |
|                            | Esito: collegio passa da Lib Dem a Conservatore |                            |                         |                         |

| Partito                    | Partito                              | Candidato                  | Risultati 7 giugno 2001 | Risultati 7 giugno 2001 |
| Partito                    | Partito                              | Candidato                  | Voti                    | %                       |
| -------------------------- | ------------------------------------ | -------------------------- | ----------------------- | ----------------------- |
|                            | Lib Dem                              | John Burnett               | 23 474                  | 42,16                   |
|                            | Conservatore                         | Geoffrey Cox               | 22 280                  | 40,01                   |
|                            | Laburista                            | David Brenton              | 5 959                   | 10,70                   |
|                            | UKIP                                 | Bob Edwards                | 2 674                   | 4,80                    |
|                            | Verdi                                | Martin Quinn               | 1 297                   | 2,33                    |
|                            |                                      |                            |                         |                         |
| Iscritti                   | Iscritti                             | Iscritti                   | 78 984                  | 100,00                  |
| ↳ Votanti (% su iscritti)  | ↳ Votanti (% su iscritti)            | ↳ Votanti (% su iscritti)  | 55 684                  | 70,50                   |
| ↳ Astenuti (% su iscritti) | ↳ Astenuti (% su iscritti)           | ↳ Astenuti (% su iscritti) | 23 300                  | 29,50                   |
|                            |                                      |                            |                         |                         |
|                            | Esito: collegio confermato a Lib Dem |                            |                         |                         |

## Risultati dei referendum

### Referendum sulla permanenza del Regno Unito nell'Unione europea del 2016
|             | Collegio                | Lasciare UE % | Rimanere in UE % |
| ----------- | ----------------------- | ------------- | ---------------- |
|             | Torridge and West Devon | 57,0%         | 43,0%            |
| Inghilterra | 53,3%                   | 46,7%         |                  |
| Regno Unito | 51,9%                   | 48,1%         |                  |